# Wuḍūʾ
Il wuḍūʾ (in arabo ﻭﺿﻮء‎?) è il lavaggio minore che ogni musulmano deve adempiere prima di effettuare un atto rilevante sotto il profilo sciaraitico. Fra questi il più frequente è la ṣalāt, prima di adempiere la quale si deve necessariamente conseguire lo stato di purità rituale (ṭahāra).
L'Islam raccomanda anche di effettuare il wuḍūʾ prima di addormentarsi, di leggere il Corano o d'invocare Allah, oltre ad altri atti cerimoniali, quali la circumambulazione attorno alla Kaʿba.
Le abluzioni minori (conseguibili normalmente con l'acqua, ma sostituibili in caso d'emergenza con polvere, sabbia o calce muraria) seguono di norma il sottostante ordine:
1. Cominciare con la formula in cui si esprime mentalmente l'intenzione ( niyya ), proseguendo col dire : "Bismillāh, al-Rahmān, al-Rahīm", che significa: "In nome di Allāh, Clemente, Misericordioso".
2. Lavarsi le mani fino ai polsi (3 volte).
3. Sciacquarsi la bocca (3 volte).
4. Lavarsi l'interno del naso (aspirando ed espellendo l'acqua) (3 volte).
5. Sciacquarsi il viso (3 volte).
6. Lavarsi dalle mani fino ai gomiti (3 volte).
7. Strofinarsi, ma una sola volta, i capelli, poi le orecchie e il condotto uditivo (con le dita umide d'acqua.)

1. Lavarsi i piedi fino alle caviglie (3 volte).
2. Recitare la seguente shahāda:

"Testimonio che non v'è divinità se non Allāh, l'Unico, che non ha associati e attesto che Muhammad è il Suo servo e il Suo Messaggero".

Ashhadu an lā ilāha illā Allāhu, wa ashhadu anna Muhammadan rasūlu llah.

أَشْهَدُ أَنْ لَا إِلَهَ إِلَّا اللَّه، وَأَشْهَدُ أَنَّ مُحَمَّدًا رَسُولُ اللَّه
Altre formule addizionali e facoltative sono:
"O Signore! Ponimi nel numero di coloro che si pentono e che si purificano".

Allāhumma ajʿalnî min al-tawwābīn wa ajʿalnī min al-mutaṭahhirīn.

اللّهُـمَّ اجْعَلنـي مِنَ التَّـوّابينَ وَاجْعَـلْني مِنَ المتَطَهّـرين الله أكبر
"Gloria a Te Signore, e per la Tua lode, io attesto che non v'è divinità all'infuori di Te. Ti domando perdono e mi pento presso di Te".

Subhānaka ʾllāhumma wa bi-hamdika. Ashhadu an lā ilāha illā anta, astaghfiruka wa atūbu ʿilayka.

سُبْحانَكَ اللّهُمَّ وَبِحَمدِك أَشْهَدُ أَنْ لا إِلهَ إِلاّ أَنْتَ أَسْتَغْفِرُكَ وَأَتوبُ إِلَيْك